# Кавказ. Пять дней в августе
«Кавказ. Пять дней в августе» — выставка в Центральном музее Вооруженных Сил РФ (Москва), открытая 9 сентября 2008 г. и посвящённая освещению официальной российской позиции по войне в Грузии 2008 года. В дальнейшем выставка проходила и в других городах России.

## Экспозиция
По мнению организаторов, главная цель выставки — «показать наглядно свидетельства грузинской агрессии».
Выставка состоит из трёх разделов:
- Фотодокументальные свидетельства о страданиях мирного населения Южной Осетии;
- Подвиги солдат и офицеров Вооружённых Сил Российской Федерации;
- Военные трофеи российской армии.

На выставке были представлены более 300 предметов и экспонатов (включая военные трофеи), а также фотоматериалы и документы. Материалы для выставки были предоставлены управлениями и службами Министерства обороны Российской Федерации.
В числе экспонатов — два боевых знамени грузинской армии (знамя 11-го Телавского батальона лёгкой пехоты 1-й пехотной бригады грузинской армии и знамя 21-го отдельного сапёрного батальона), стрелковое оружие, образцы формы одежды и снаряжения, а также иное военное имущество.
По словам организаторов экспозиции, постскриптумом к выставке были выбраны слова главы государства: «Агрессор остановлен и понес значительные потери».

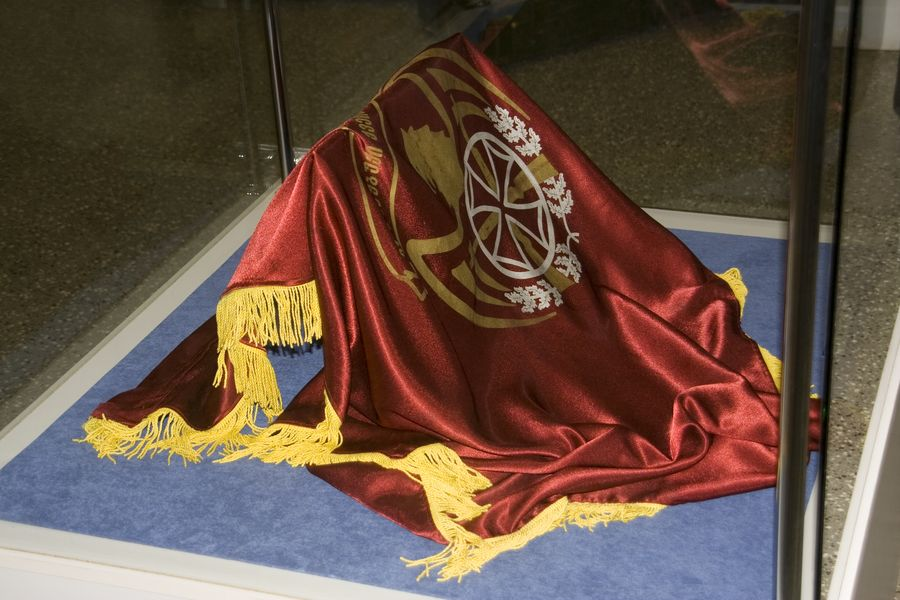
Знамя 21-го отдельного легкопехотного батальона грузинской армии, захваченное на военной базе в Сенаки
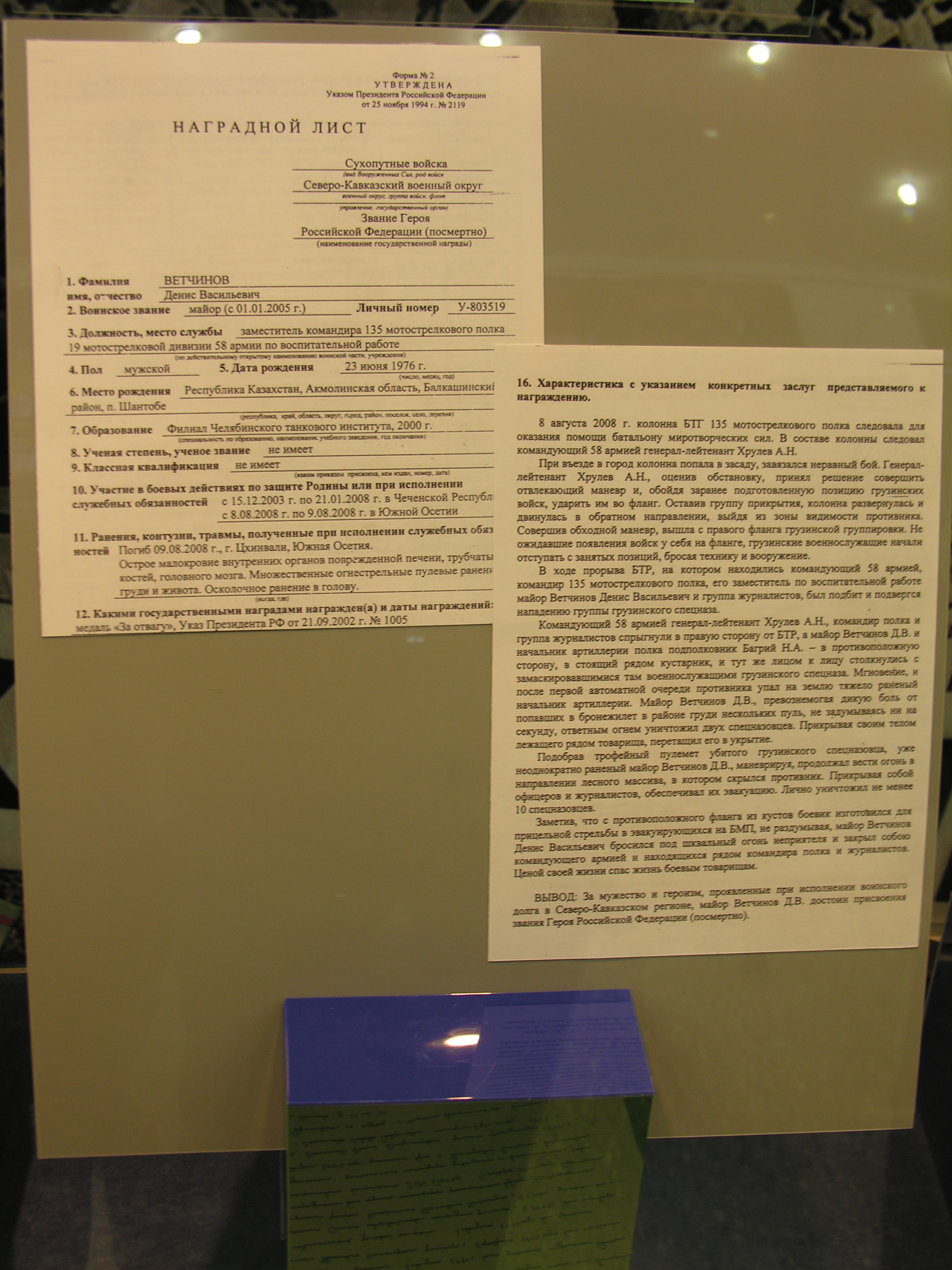
Наградной лист Ветчинова Дениса Васильевича.